# Gorgades

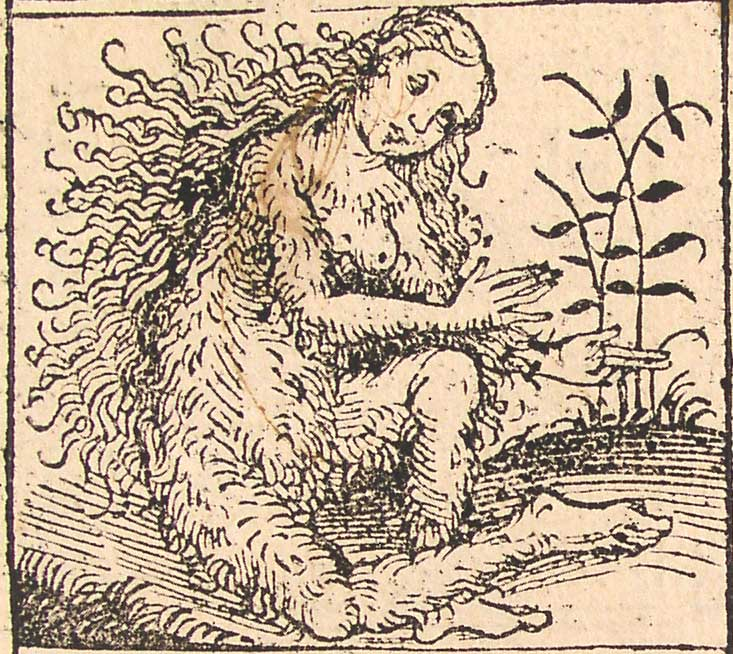
Un esempio di Gorgade rappresentata nelle Cronache di Norimberga

Le gorgadi o gorille sono esseri mitologici, parte dei popoli mostruosi, caratterizzati dal corpo interamente ricoperto di pelo.
Abitavano alcune isole al largo della costa atlantica dell'Africa.